# Freisen
Freisen este o comună din landul Saarland, Germania.